# Amphicarpum
Amphicarpum là một chi thực vật có hoa trong họ Hòa thảo (Poaceae).

## Loài
Chi Amphicarpum gồm các loài: